# Holga Reinhard
Holga Elise Amalie Reinhard (født 27. september 1853 i Præstø, død 18. oktober 1902 i København) var en dansk maler.
Hun var datter af læge, senere distriktslæge Frants Carl Edvard Reinhard (1809-1888) og Caroline Mettine Jacobine Lundstein (1827-?). Da hun havde vist lyst til tegning, kom hun i 1873 på Vilhelm Kyhns tegneskole, som hun besøgte flere år i vintermånederne. I årene 1887 til 1889 var hun om vinteren lærerinde ved Præstø Håndværkerskole, og besøgte selv om sommeren Tegneskolen for Kvinder i København. Da Kunstskolen for Kvinder var oprettet på Kunstakademiet, besøgte hun denne fra november 1889 til januar 1892, idet hun og moderen efter faderens død var flyttede til København. Hun udstillede fra foråret 1883 genrebilleder og portrætter. I 1888 og 1890 fik hun mindre understøttelser fra Den Raben-Levetzauske Fond og fra Udstillingsfonden. Hun arbejdede også med pastel, hvor hun især udførte barneportrætter. Efter Reinhards død stiftede hendes mor et legat, som bærer Reinhards navn, men hvis midler senere er indgået i Akademiraadets Understøttelsesfond. 
Holga Reinhard udstillede på Charlottenborg Forårsudstilling 1883, 1887-90, 1892-93, 1897-98 og 1900-01 samt på Kvindernes Udstilling i 1895. Hendes værker blev vist på Kvindelige Kunstneres retrospektive Udstilling 1920. 
Hun døde ugift og er begravet på Solbjerg Parkkirkegård.